# Campionati italiani assoluti di atletica leggera 1955
I XLV campionati italiani assoluti di atletica leggera si tennero presso l'Arena Civica di Milano dal 30 settembre al 2 ottobre 1955. Fu la seconda edizione a vedere gareggiare contemporaneamente e nello stesso luogo sia uomini che donne, dopo quella del 1953.
La classifica di società vide trionfare, al maschile, il Gruppo Sportivo Pirelli con 42 punti, seguito da Gruppo Sportivo FIAT Torino e Atletica Riccardi, rispettivamente con 34 e 30 punti. Al femminile la società che ottenne le migliori prestazioni è stata il Gruppo Sportivo FIAT Torino che, con 62 punti, staccò lo Sport Club Bergamo e lo Sport Club Italia, fermi a 37 e 27 punti.
Il campionato italiano di maratonina maschile si tenne a Pisa il 12 giugno, mentre quello di maratona maschile si corse a Napoli l'11 settembre.
Le gare maschili dei 3000 metri siepi e del decathlon si tennero a Padova l'8 e il 9 ottobre. Sempre il 9 ottobre, a Genova, si svolse la gara del campionato italiano di marcia 20 km.

## Risultati

### Le gare del 30 settembre - 2 ottobre a Milano

#### Uomini
| Specialità             | Oro                                                                          | Prestazione | Argento                                                                         | Prestazione | Bronzo                                                      | Prestazione |
| Corse                  | Corse                                                                        | Corse       | Corse                                                                           | Corse       | Corse                                                       | Corse       |
| ---------------------- | ---------------------------------------------------------------------------- | ----------- | ------------------------------------------------------------------------------- | ----------- | ----------------------------------------------------------- | ----------- |
| 100 m                  | Luigi Gnocchi Società Ginnastica Gallaratese                                 | 10"6        | Sergio D'Asnasch Atletica Riccardi                                              | 10"8        | Giovanni Ghiselli Libertas Doppieri Novara                  | 10"9        |
| 200 m                  | Luigi Gnocchi Società Ginnastica Gallaratese                                 | 21"4        | Sergio D'Asnasch Atletica Riccardi                                              | 21"7        | Wolfango Montanari Unione Sportiva Lavoratori Terni         | 22"1        |
| 400 m                  | Vincenzo Lombardo Gruppi Sportivi Fiamme Gialle                              | 48"2        | Luigi Grossi Gruppo Sportivo Pirelli                                            | 49"0        | Renato Panciera Coin Mestre                                 | 49"4        |
| 800 m                  | Giovanni Scavo CUS Roma                                                      | 1'53"0      | Gianfranco Baraldi Libertas Bergamo                                             | 1'53"1      | Spinozzi Amatori Roma                                       | 1'55"9      |
| 1500 m                 | Gianfranco Baraldi Libertas Bergamo                                          | 3'53"6      | Giovanni Scavo CUS Roma                                                         | 3'57"4      | Guliano Gelmi                                               | 3'58"4      |
| 5000 m                 | Francesco Perrone Gruppo Sportivo Fiamme Oro                                 | 14'54"0     | Rino Lavelli Gruppo Sportivo Pirelli                                            | 14'56"2     | Antonio Ambu Monteponi Iglesias                             | 14'58"3     |
| 10 000 m               | Rino Lavelli Gruppo Sportivo Pirelli                                         | 31'28"2     | Francesco Perrone Gruppo Sportivo Fiamme Oro                                    | 31'29"4     | Giacomo Peppicelli Polisportiva Testaccina                  | 31'30"2     |
| 110 m hs               | Giampiero Massardi Atletica Brescia 1950                                     | 15"1        | Ezio Nardelli Associazione Trentina Atletica                                    | 15"1        | Tullio Venturini Società Ginnastica Trieste                 | 15"5        |
| 400 m hs               | Moreno Martini Atletica Virtus Lucca                                         | 53"1        | Fantuzzi                                                                        | 53"2        | Latini                                                      | 54"5        |
| Marcia 10 000 m        | Pino Dordoni Gruppo Sportivo Diana Piacenza                                  | 46'04"2     | Abdon Pamich Associazione Amatori Atletica                                      | 47'03"4     | De Bernardo                                                 | 48'11"4     |
| Staffetta 4×100 m      | Atletica Riccardi Franco Faletti Sergio D'Asnach Enzo Annoni Angelo Pagani   | 42"1        | Gruppo Sportivo FIAT Torino Franco Leccese Giampaolo Matteuzzi Villata Guidotti | 42"2        | Libertas Doppieri Novara                                    | 42"5        |
| Staffetta 4×400 m      | Coin Mestre Antonio Serena Alfredo Monego Renato Panciera Francesco Bettella | 3'18"8      | Virtus Lucca Simi Serio Canneri Moreno Martini                                  | 3'20"4      | Associazione Sportiva Roma Finesi Gigliotti Miroli Paoletti | 3'21"0      |
| Salti                  |                                                                              |             |                                                                                 |             |                                                             |             |
| Salto in alto          | Gianmario Roveraro Atletica Albenganese                                      | 1,94 m      | Luigi Degoli Società Ginnastica Panaro Modena                                   | 1,85 m      | Giuseppe Zanoncelli Fondazione Bentegodi Verona             | 1,80 m      |
| Salto con l'asta       | Edmondo Ballotta Gruppo Sportivo Diana Piacenza                              | 4,10 m      | Pietro Scaglia Lancia Torino                                                    | 3,90 m      | Piccini                                                     | 3,70 m      |
| Salto in lungo         | Attilio Bravi Gruppo Sportivo Fiamme Oro                                     | 7,33 m      | Valerio Colatore Società Ginnastica Gallaratese                                 | 7,04 m      | Franco Canattieri                                           | 6,96 m      |
| Salto triplo           | Antonio Trogu Gruppo Sportivo FIAT Torino                                    | 14,73 m     | Giovanni Lievore Gruppo Sportivo Lanerossi                                      | 14,13 m     | Normanno Massa CUS Roma                                     | 14,12 m     |
| Lanci                  |                                                                              |             |                                                                                 |             |                                                             |             |
| Getto del peso         | Silvano Meconi ASSI Giglio Rosso                                             | 15,90 m     | Piero Monguzzi Atletica Riccardi                                                | 14,73 m     | Adolfo Consolini Gruppo Sportivo Pirelli                    | 13,96 m     |
| Lancio del disco       | Adolfo Consolini Gruppo Sportivo Pirelli                                     | 54,75 m     | Giacobbo                                                                        | 45,28 m     | Lucchese                                                    | 44,72 m     |
| Lancio del martello    | Teseo Taddia Gruppo Sportivo Pirelli                                         | 54,42 m     | Silvano Giovanetti Società Ginnastica La Patria Carpi                           | 52,44 m     | Avio Lucioli Gruppo Sportivo FIAT Torino                    | 49,78 m     |
| Lancio del giavellotto | Raffaele Bonaiuto Polisportiva Edera Forlì                                   | 64,65 m     | Giovanni Lievore Gruppo Sportivo Lanerossi                                      | 62,57 m     | Gian Luigi Farina Associazione Amatori Atletica             | 62,31 m     |

#### Donne
| Specialità             | Oro                                                                                | Prestazione | Argento                                        | Prestazione | Bronzo                                    | Prestazione |
| Corse                  | Corse                                                                              | Corse       | Corse                                          | Corse       | Corse                                     | Corse       |
| ---------------------- | ---------------------------------------------------------------------------------- | ----------- | ---------------------------------------------- | ----------- | ----------------------------------------- | ----------- |
| 100 m                  | Giuseppina Leone Gruppo Sportivo FIAT Torino                                       | 12"0        | Milena Greppi Sport Club Bergamo               | 12"3        | Letizia Bertoni                           | 12"6        |
| 200 m                  | Giuseppina Leone Gruppo Sportivo FIAT Torino                                       | 24"9        | Letizia Bertoni                                | 25"8        | Lucia Ferrario Sport Club Bergamo         | 26"3        |
| 800 m                  | Maria Antonietta Albano Gruppo Sportivo FIAT Torino                                | 2'24"5      | Baldi                                          | 2'25"3      | Ometto                                    | 2'26"1      |
| 80 m hs                | Milena Greppi Sport Club Bergamo                                                   | 11"3        | Maria Musso Libertas Torino                    | 11"3        | Bosio                                     | 11"9        |
| Staffetta 4×100 m      | Gruppo Sportivo FIAT Torino Alda Rossi Piera Tizzoni Piera Fassio Giuseppina Leone | 48"7        | CUS Roma Scimonelli Converso Cecchi Siniscalco | 49"6        | Sport Club Bergamo                        | 49"8        |
| Salti                  |                                                                                    |             |                                                |             |                                           |             |
| Salto in alto          | Paola Paternoster Urbe Roma                                                        | 1,55 m      | Osvalda Giardi CUS Pisa                        | 1,55 m      | Masoero Libertas Torino                   | 1,50 m      |
| Salto in lungo         | Piera Fassio Gruppo Sportivo Fiat Torino                                           | 5,70 m      | Maria Musso Libertas Torino                    | 5,50 m      | Mattana Sport Club Italia                 | 5,37 m      |
| Lanci                  |                                                                                    |             |                                                |             |                                           |             |
| Getto del peso         | Paola Paternoster Urbe Roma                                                        | 12,63 m     | Iride Coletto Gruppo Sportivo FIAT Torino      | 12,08 m     | Anita Benzon Officine Sussidiarie Auto    | 11,60 m     |
| Lancio del disco       | Paola Paternoster Urbe Roma                                                        | 45,52 m     | Gianna Nannetti Cestistica Bologna             | 38,05 m     | Iride Coletto Gruppo Sportivo FIAT Torino | 37,43 m     |
| Lancio del giavellotto | Ada Turci Sport Club Bergamo                                                       | 41,84 m     | Alda Rossi Gruppo Sportivo FIAT Torino         | 40,61 m     | Alda Burattini CUS Firenze                | 36,08 m     |

### La maratonina maschile del 12 giugno a Pisa
| Specialità     | Oro                         | Prestazione | Argento                                        | Prestazione | Bronzo                                    | Prestazione |
| -------------- | --------------------------- | ----------- | ---------------------------------------------- | ----------- | ----------------------------------------- | ----------- |
| Mezza maratona | Edoardo Righi Etruria Prato | 1h09'55"    | Giovanni Battista Martini Bagnacavallo Ravenna | 1h10'19"    | Agostino Conti Pro Victoria Calolziocorte | 1h11'24"    |

### La maratona maschile dell'11 settembre a Napoli
| Specialità | Oro                                        | Prestazione | Argento                            | Prestazione | Bronzo                          | Prestazione |
| ---------- | ------------------------------------------ | ----------- | ---------------------------------- | ----------- | ------------------------------- | ----------- |
| Maratona   | Artidoro Berti Polisportiva Reduci Pistoia | 2h33'05"8   | Vito Di Terlizzi Landolfi Molfetta | 2h34'41"0   | Luigi Formisano Libertas Napoli | 2h35'04"2   |

### I 3000 metri siepi e il decathlon maschili dell'8-9 ottobre a Padova
| Specialità   | Oro                                | Prestazione | Argento                | Prestazione | Bronzo               | Prestazione |
| ------------ | ---------------------------------- | ----------- | ---------------------- | ----------- | -------------------- | ----------- |
| 3000 m siepi | Valentino Mansutti Libertas Latina | 10'03"5     | Azzani                 | 10'04"0     | Chiodin              | 10'15"0     |
| Decathlon    | Umberto Bordignon Coin Mestre      | 5185 p.     | Mannelli Etruria Prato | 5086 p.     | Franzoso Coin Mestre | 4928 p.     |

### La marcia 20 km maschile del 9 ottobre a Genova
| Specialità   | Oro                                         | Prestazione | Argento                                    | Prestazione | Bronzo                                 | Prestazione |
| ------------ | ------------------------------------------- | ----------- | ------------------------------------------ | ----------- | -------------------------------------- | ----------- |
| Marcia 20 km | Pino Dordoni Gruppo Sportivo Diana Piacenza | 1h35'37"0   | Abdon Pamich Associazione Amatori Atletica | 1h36'21"2   | Carlo Bomba Associazione Sportiva Roma | 1h38'51"4   |